# Gujiao
Gujiao (古交 ; pinyin : Gǔjiāo) est une ville de la province du Shanxi en Chine. C'est une ville-district placée sous la juridiction administrative de la ville-préfecture de Taiyuan.

## Démographie
La population du district était de 192 458 habitants en 1999.

## Économie
Gujiao est connue pour ses mines de charbon, dont elle dispose de très importantes réserves.

## Histoire
Le dimanche 22 février 2009, un coup de grisou dans une mine de charbon de la ville de Gujiao cause la mort de 73 mineurs, selon un décompte provisoire, alors que 436 mineurs se trouvaient au fond. La mine, gérée par le Shanxi Jiaomei Group, produisait 5 millions de tonnes de charbon par an.